# Чемпіонат світу з пляжного футболу 1995
Чемпіонат світу з пляжного футболу 1995 — перший чемпіонат світу з пляжного футболу, який відбувався у січні 1995 році на пляжі Копакабана в Ріо-де-Жанейро, Бразилія. Пізніше став називатися ФІФА Чемпіонат світу з пляжного футболу.
Переможцем стала збірна Бразилії, яка у фіналі перемогла збірну США.

## Формат турніру
Вісім команд були розбиті на дві групи по чотири команди у кожній. Дві команди з кожної групи проходили у півфінал.

## Учасники
У чемпіонаті взяли участь 8 команд з 3 футбольних конфедерацій. З восьми команд, чотири представляли Європу, ще три команди, включаючи збірну Бразилії, представляли Південну Америку і одна команда представляла Північну Америку.
Європа:
- Англія
- Італія
- Німеччина
- Нідерланди

Південна Америка:
- Уругвай
- Аргентина

Північна Америка і Кариби:
- США

Господарка турніру:
- Бразилія (Південна Америка)

## Груповий турнір

### Група A
| Команда    | Очки | І | В | П | ГЗ | ГП | +/- |
| ---------- | ---- | - | - | - | -- | -- | --- |
| Бразилія   | 9    | 3 | 3 | 0 | 31 | 8  | 23  |
| Італія     | 6    | 3 | 2 | 1 | 15 | 15 | 0   |
| Уругвай    | 3    | 3 | 1 | 2 | 18 | 18 | 0   |
| Нідерланди | 0    | 3 | 0 | 3 | 7  | 30 | -23 |

| Січень 1995 |

| Італія | 7–6 | Уругвай |
| ------ | --- | ------- |
|        |     |         |

| Копакабана |

| Січень 1995 |

| Бразилія | 16–2 | Нідерланди |
| -------- | ---- | ---------- |
|          |      |            |

| Копакабана |

| Січень 1995 |

| Італія | 6–1 | Нідерланди |
| ------ | --- | ---------- |
|        |     |            |

| Копакабана |

| Січень 1995 |

| Бразилія | 7–4 | Уругвай |
| -------- | --- | ------- |
|          |     |         |

| Копакабана |

| Січень 1995 |

| Уругвай | 8–4 | Нідерланди |
| ------- | --- | ---------- |
|         |     |            |

| Копакабана |

| Січень 1995 |

| Бразилія | 8–2 | Італія |
| -------- | --- | ------ |
|          |     |        |

| Копакабана |

### Група Б
| Команда   | Очки | І | В | П | ГЗ | ГП | +/- |
| --------- | ---- | - | - | - | -- | -- | --- |
| США       | 9    | 3 | 3 | 0 | 11 | 4  | 7   |
| Англія    | 3    | 3 | 1 | 2 | 11 | 12 | -1  |
| Аргентина | 3    | 3 | 1 | 2 | 4  | 6  | -2  |
| Німеччина | 3    | 3 | 1 | 2 | 8  | 12 | -4  |

| Січень 1995 |

| США | 5–1 | Німеччина |
| --- | --- | --------- |
|     |     |           |

| Копакабана |

| Січень 1995 |

| Аргентина | 3–2 | Англія |
| --------- | --- | ------ |
|           |     |        |

| Копакабана |

| Січень 1995 |

| Англія | 7–6 | Німеччина |
| ------ | --- | --------- |
|        |     |           |

| Копакабана |

| Січень 1995 |

| США | 3–1 | Аргентина |
| --- | --- | --------- |
|     |     |           |

| Копакабана |

| Січень 1995 |

| Німеччина | 1–0 | Аргентина |
| --------- | --- | --------- |
|           |     |           |

| Копакабана |

| Січень 1995 |

| США | 3–2 | Англія |
| --- | --- | ------ |
|     |     |        |

| Копакабана |

## Матчі плей-оф

### Півфінали
| Січень 1995 |

| США | 4–3 | Італія |
| --- | --- | ------ |
|     |     |        |

| Копакабана |

| Січень 1995 |

| Бразилія | 13–2 | Англія |
| -------- | ---- | ------ |
|          |      |        |

| Копакабана |

### Матч за 3-тє місце
| Січень 1995 |

| Англія | 7–6 | Італія |
| ------ | --- | ------ |
|        |     |        |

| Копакабана |

### Фінал
| Січень 1995 |

| Бразилія | 8–1 | США |
| -------- | --- | --- |
|          |     |     |

| Копакабана |

| Переможець чемпіонату світу з пляжного футболу 1995 року |
| -------------------------------------------------------- |
| Бразилія                                                 |
| Бразилія Перший титул                                    |

## Підсумкова таблиця чемпіонату
| Місце | Команда    |
| ----- | ---------- |
| 1     | Бразилія   |
| 2     | США        |
| 3     | Англія     |
| 4     | Італія     |
| 5     | Німеччина  |
| 6     | Уругвай    |
| 7     | Аргентина  |
| 8     | Нідерланди |

## Нагороди

### Найкращий бомбардир
| Місце | Гравець                        | Голи |
| ----- | ------------------------------ | ---- |
| 1=    | Зіку (Бразилія)                | 12   |
| 1=    | Алессандро Альтобеллі (Італія) | 12   |

### Найкращий гравець
| Гравці                        |
| ----------------------------- |
| Зіку (Бразилія)               |
| Леовежильдо Жуніор (Бразилія) |

### Найкращий воротар
| Гравець                 |
| ----------------------- |
| Пауло Сержіо (Бразилія) |